# Municipio de Independence (condado de Dunklin)
El municipio de Independence (en inglés: Independence Township) es un municipio ubicado en el condado de Dunklin en el estado estadounidense de Misuri. En el año 2010 tenía una población de 12991 habitantes y una densidad poblacional de 45,08 personas por km².

## Geografía
El municipio de Independence se encuentra ubicado en las coordenadas 36°14′11″N 90°2′19″O / 36.23639, -90.03861. Según la Oficina del Censo de los Estados Unidos, el municipio tiene una superficie total de 288.2 km², de la cual 284.28 km² corresponden a tierra firme y (1.36%) 3.92 km² es agua.

## Demografía
Según el censo de 2010, había 12991 personas residiendo en el municipio de Independence. La densidad de población era de 45,08 hab./km². De los 12991 habitantes, el municipio de Independence estaba compuesto por el 81.53% blancos, el 14.04% eran afroamericanos, el 0.21% eran amerindios, el 0.66% eran asiáticos, el 0.06% eran isleños del Pacífico, el 1.87% eran de otras razas y el 1.62% pertenecían a dos o más razas. Del total de la población el 4.13% eran hispanos o latinos de cualquier raza.